# Odontocera colon
Odontocera colon är en skalbaggsart som först beskrevs av Bates 1870.  Odontocera colon ingår i släktet Odontocera och familjen långhorningar. Inga underarter finns listade i Catalogue of Life.